# Montreux Volley Masters 2007
Il Monterux Volley Masters di pallavolo femminile 2007 si è svolto dal 5 al 10 giugno 2007 a Montreux, in Svizzera. Al torneo hanno partecipato 8 squadre nazionali e la vittoria finale è andata per la quarta volta alla Cina.

## Squadre partecipanti
- Cina
- Cuba
- Germania
- Paesi Bassi
- Polonia
- Russia
- Serbia
- Turchia

## Gironi
| Girone A                           | Girone B                  |
| ---------------------------------- | ------------------------- |
| Germania Paesi Bassi Russia Serbia | Cina Cuba Polonia Turchia |

## Fase finale

### Finali 1º e 3º posto
|  | Semifinali  | Semifinali  | Semifinali |      |      | Finale 1º/2º posto | Finale 1º/2º posto | Finale 1º/2º posto |  |
|  |             |             |            |      |      |                    |                    |                    |  |
|  | Paesi Bassi | Paesi Bassi | 0          |      |      |                    |                    |                    |  |
|  | Paesi Bassi | Paesi Bassi | 0          |      |      |                    |                    |                    |  |
|  | Cuba        | Cuba        | 3          |      |      |                    |                    |                    |  |
|  | Cuba        | Cuba        | 3          |      | Cuba | Cuba               | 0                  |                    |  |
|  |             |             |            |      | Cuba | Cuba               | 0                  |                    |  |
|  |             |             | Cina       | Cina | 3    |                    |                    |                    |  |
|  | Cina        | Cina        | Cina       | Cina | 3    | 3                  |                    |                    |  |
|  | Cina        | Cina        |            |      |      | 3                  |                    |                    |  |
|  | Serbia      | Serbia      | 0          |      |      | Finale 3º/4º posto | Finale 3º/4º posto | Finale 3º/4º posto |  |
|  | Serbia      | Serbia      | 0          |      |      |                    |                    |                    |  |
|  |             |             |            |      |      |                    |                    |                    |  |
|  |             |             |            |      |      | Paesi Bassi        | Paesi Bassi        | 3                  |  |
|  |             |             |            |      |      | Paesi Bassi        | Paesi Bassi        | 3                  |  |
|  |             |             |            |      |      | Serbia             | Serbia             | 1                  |  |

### Finale 5º posto
|  | Semifinali | Semifinali | Semifinali |         |          | Finale   | Finale | Finale |  |
|  |            |            |            |         |          |          |        |        |  |
|  | Germania   | Germania   | 3          |         |          |          |        |        |  |
|  | Germania   | Germania   | 3          |         |          |          |        |        |  |
|  | Polonia    | Polonia    | 1          |         |          |          |        |        |  |
|  | Polonia    | Polonia    | 1          |         | Germania | Germania | 3      |        |  |
|  |            |            |            |         | Germania | Germania | 3      |        |  |
|  |            |            | Turchia    | Turchia | 0        |          |        |        |  |
|  | Turchia    | Turchia    | Turchia    | Turchia | 0        | 3        |        |        |  |
|  | Turchia    | Turchia    |            |         |          |          |        |        |  |
|  | Russia     | Russia     | 0          |         |          |          |        |        |  |

## Podio

### Campione
Formazione: 2 Han Xu, 3 Yang Hao, 4 Liu Yanan, 5 Wei Qiuyue, 6 Xu Yunli, 7 Zhou Suhong, 8 Xue Ming, 9 Zhang Yuehong, 10 Sun Xiaoqing, 11 Li Juan, 15 Zhang Xian, 17 Ma Yunwen, CT: Chen Zhonghe

### Secondo posto
Formazione: 1 Yumilka Ruiz, 2 Yanelis Santos, 3 Nancy Carrillo, 4 Yanisei Gonzales, 6 Daimí Ramírez, 7 Lisbet Arredondo, 9 Rachel Sánchez, 10 Yusleinis Herrera, 12 Rosir Calderón, 14 Kenia Carcaces, 15 Yusidey Silié, 18 Zoila Barros, CT: Antonio Perdomo

### Terzo posto
Formazione: 1 Kim Staelens, 4 Chaïne Staelens, 6 Mirjam Orsel, 7 Elke Wijnhoven, 8 Alice Blom, 9 Floortje Meijners, 10 Janneke van Tienen, 11 Caroline Wensink, 12 Manon Flier, 14 Riëtte Fledderus, 16 Debby Stam, 17 Carlijn Jans, CT: Avital Selinger

## Classifica finale
| Classifica | Squadre     |
| ---------- | ----------- |
|            | Cina        |
|            | Cuba        |
|            | Paesi Bassi |
| 4          | Serbia      |
| 5          | Germania    |
| 6          | Turchia     |
| 7          | Polonia     |
| 7          | Russia      |